# Добегнев
Добегнєв (пол. Dobiegniew, нім. Woldenberg) — місто в західній Польщі, на річці Меженцька Струга (пол. Mierzęcka Struga).
Належить до Стшелецько-Дрезденецького повіту Любуського воєводства.

## Демографія
Демографічна структура станом на 31 березня 2011 року:
|          | Загалом | Допрацездатний вік | Працездатний вік | Постпрацездатний вік |
| -------- | ------- | ------------------ | ---------------- | -------------------- |
| Чоловіки | 1566    | 275                | 1130             | 161                  |
| Жінки    | 1644    | 264                | 968              | 412                  |
| Разом    | 3210    | 539                | 2098             | 573                  |